# Le Tronchet, Ille-et-Vilaine

Le Tronchet este o comună în departamentul Ille-et-Vilaine, Franța. În 1 ianuarie 2022 avea o populație de 1.204 de locuitori.